# شتنفلد
شتنفلد (به آلمانی: Steenfeld) یک شهر در آلمان است که در Mittelholstein واقع شده‌است. شتنفلد ۳۹۰ نفر جمعیت دارد.